# Плансенуа
Плансенуа́ (в русскоязычных текстах повсеместно Планшенуа) — деревня в Бельгии, в провинции Валлонский Брабант, входит в коммунну Лан. Деревня находится на поле битвы при Ватерлоо, в ходе которой на её территории и вокруг неё происходили важные для истории события.

## История деревни
Деревня впервые упоминается в 1227 году. В средние века её название писалось, как Planchenois, Planchenoit, Plansnoy или Planchenoy, позднее Planchenoit. На сегодняшний день пишется Plancenoit. В 1374 году в деревни жили 22 семьи. В 1784 году перепись насчитала 412 жителей — 1 священник, 125 мужчин, 153 женщины, 133 ребёнка обоего пола до 12 лет. К моменту битвы при Ватерлоо население составляло около 500 человек.

## Плансенуа в ходе битвы при Ватерлоо

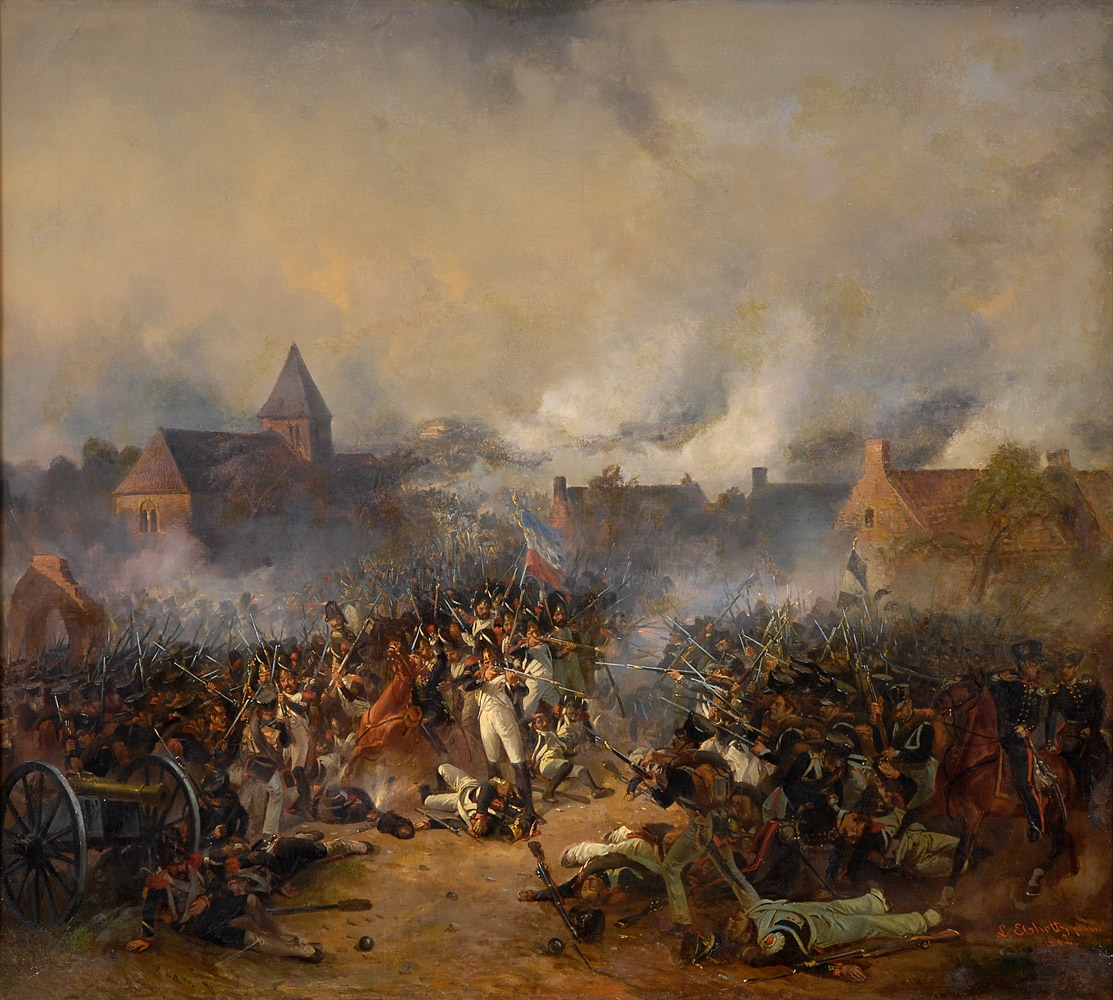
Бой за деревню Плансенуа в ходе сражения при Ватерлоо. Свежие батальоны Старой гвардии генералов Морана и Пеле (в высоких медвежьих шапках со знаменем в центре картины) приходят на помощь обескровленным полкам Молодой гвардии Шартрана и Ги (под общим командованием Дюэма), проходят колонной деревню Плансенуа и вступают в рукопашный бой с пруссаками.

Расположив войска для сражения с англичанами, Наполеон поставил на фланге корпус генерала Мутона, графа Лобау, на случай возможного подхода союзных англичанам прусских сил. Когда пруссаки действительно появились, пехотинцы Мутона были усилены дивизией Молодой гвардии — элитным подразделением под командованием генералов Дюэма и Барруа. Бригады дивизии вели генералы Ги и Шартран. На некоторое время этого оказалось достаточно, но к пруссакам постоянно подходили подкрепления, и в результате деревня оказалась занята ими. В критической ситуации, Наполеон мог отправить на свой фланг только два батальона самой отборной пехоты из элитных подразделений Старой гвардии — пеший гренадерский, (Из 1-го Пешего гренадерского полка) во главе с бригадным генералом Пеле и пеший егерский, (Из 1-го Пешего егерского полка) во главе с дивизионным генералом Мораном. Этого оказалось достаточно, чтобы отбросить пруссаков из деревни Плансенуа, вернуть боевой дух солдатам и офицерам корпуса Мутона и Молодой гвардии, и остановить прусское наступление на несколько часов. Пруссакам пришлось отбивать у гвардейцев дом за домом, а затем уцелевшие французы пробились к своим сквозь неприятельские ряды. Этой бой стал последним для генерала Дюэма и многих ветеранов французской армии.

## Дальнейшая история
Церковь святой Екатерины построена в 1857 году, с использованием каменной кладки от предыдущей церкви, сильно пострадавшей в ходе сражения за 40 лет до этого. На сегодняшний день деревня активно посещается туристами, проходят фестивали военно-исторической реконструкции.

## Галерея

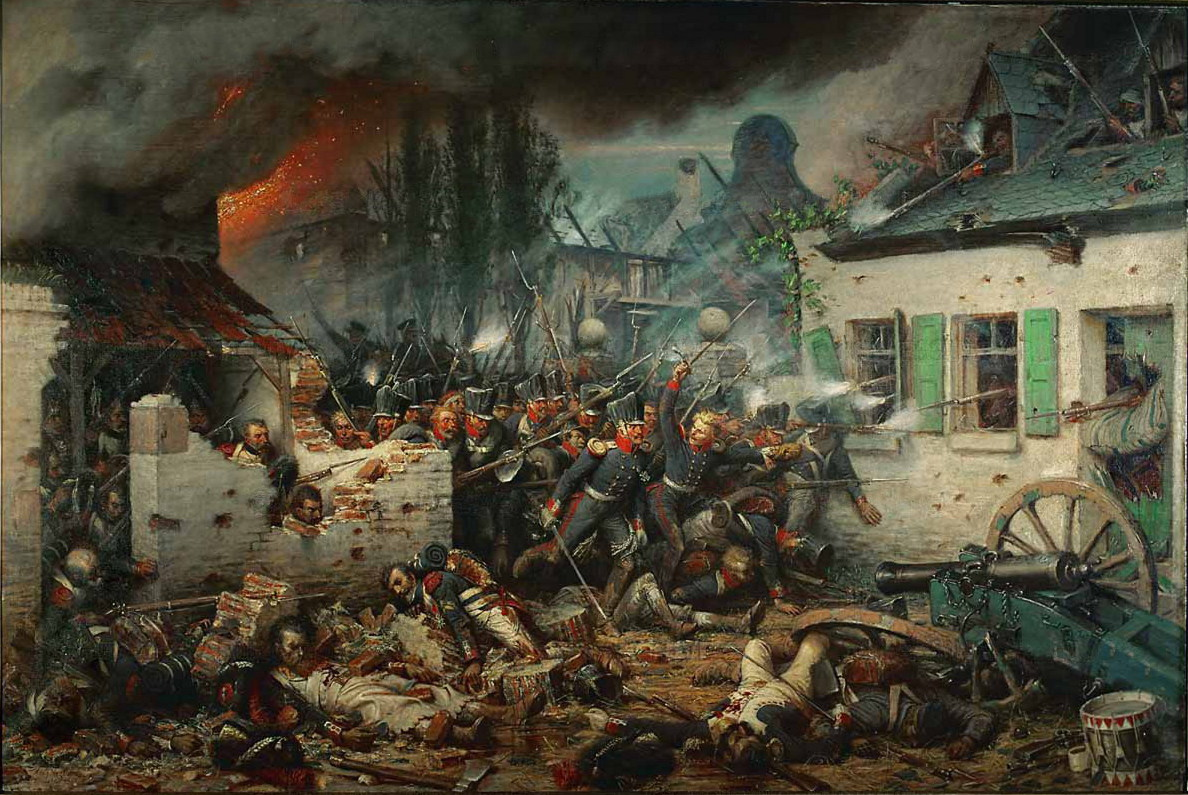
Художник Адольф Нортен. Прусская атака на Плансенуа в ходе битвы при Ватерлоо.
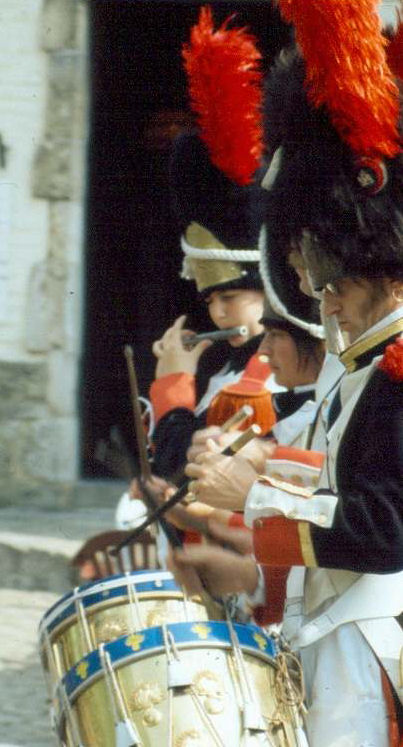
Исторический фестиваль в Плансенуа. Реконструкторы в мундирах военного оркестра французской Старой гвардии.
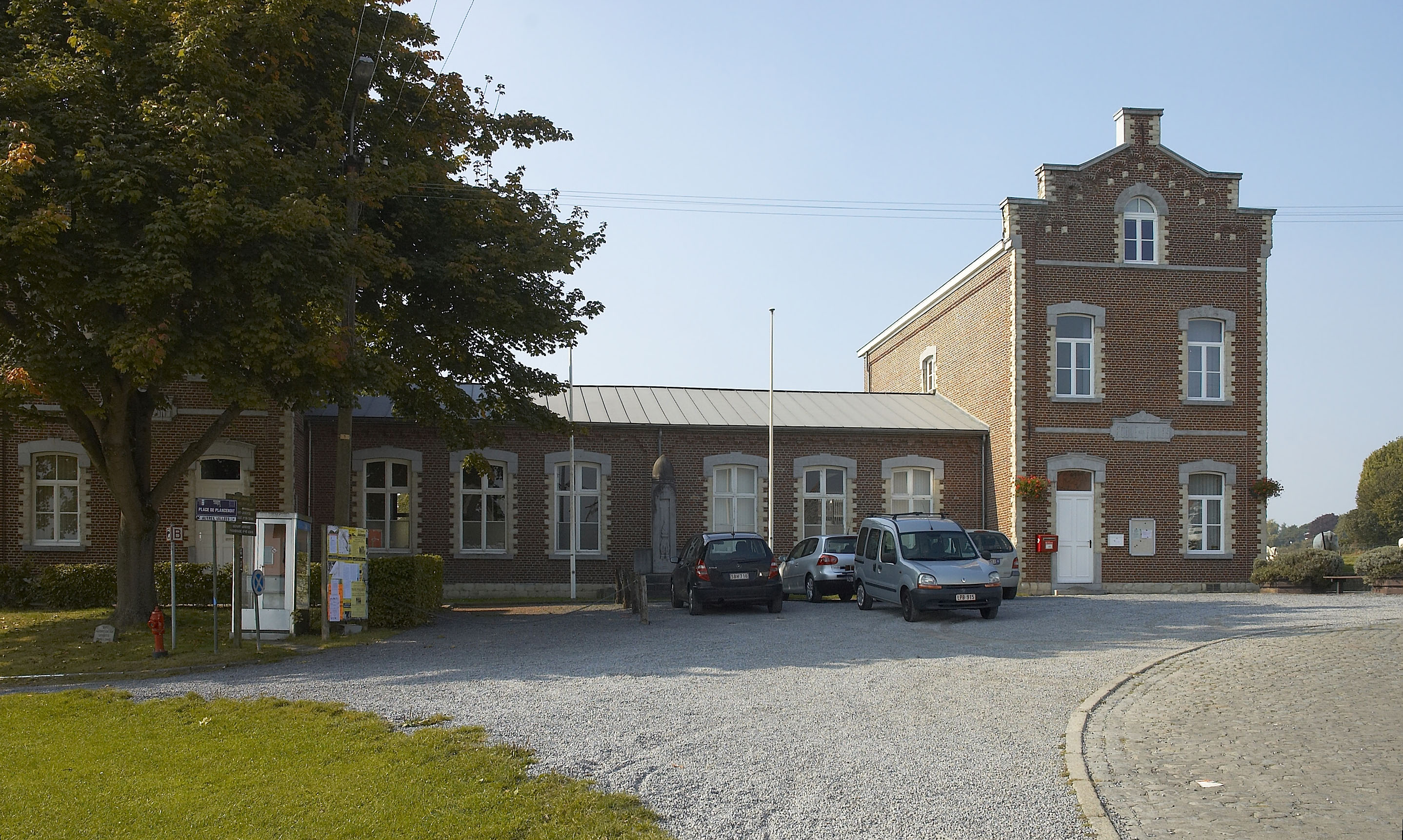
Старинный дом в деревне, перед которым установлен монумент жителям, погибшим в Первой и Второй мировых войнах.

### На русском языке
А. И. Дерябин, Ф. А. Ефремов, А. Л. Жданов. Битва у Белль-Альянс. М.: Рейтар, 1999 — 96 стр.

### На французском языке[2].
- Brabant wallon, au fil des jours et des saisons, Lasne, ARC, 1998.
- Jules Tarlier et Alphonse Wauters, La Belgique ancienne et moderne. Géographie et histoire des communes belges, vol. 2 : Province de Brabant, arrondissement de Nivelles, canton de Genappe, Bruxelles, Decq et Duhent, 1859.
- Albert Carnoy, Origine des noms de lieux des environs de Bruxelles, Bruxelles, A. Bieleveld, s.d.
- Ministère de la Culture française, Le patrimoine monumental de la Belgique, vol. 2 : Province de Brabant, arrondissement de Nivelles, 1e éd., Liège, Soledi, 1974.